# Simon Weber
Simon Weber (* 1. Januar 1866 in Bohlingen; † 12. März 1929 in Freiburg) war ein deutscher katholischer Theologe und Professor für Neutestamentliche Literatur und Exegese an der Albert-Ludwigs-Universität Freiburg.

## Biographie
Im Anschluss an das Theologiestudium an der Universität Freiburg und im Priesterseminar Sankt Peter und die Priesterweihe kam Simon Weber 1891 als Vikar nach Offenburg. Zur Fortsetzung und Vertiefung seiner theologischen Studien wurde Simon Weber 1892 nach Rom geschickt, wo er im Priesterkolleg Santa Maria dell’Anima lebte und als Kaplan an der dazu gehörigen „deutschen“ Nationalkirche Santa Maria dell’Anima wirkte. Neben der Theologie erwarb er sich während der Jahre in Rom gründliche Kenntnisse in der Orientalistik. Die Frucht dieser intensiven Studien waren zahlreiche Arbeiten zur Geschichte und Theologie der armenischen Kirche, darunter auch die Übersetzung der armenisch überlieferten Epideixis des Irenäus von Lyon und einer Auswahl von Texten armenischer Theologen für die Reihe Bibliothek der Kirchenväter.
In Rom wurde Simon Weber 1894 am Collegium Divi Thomae Aquinatis zum Doktor der Theologie promoviert.
Nach seiner Rückkehr aus Rom wurde Simon Weber Vikar in Wollmatingen bei Konstanz. Obwohl die neutestamentliche Exegese im Zentrum seiner bisherigen Studien und Interessen stand, habilitierte er sich 1896 an der Universität Freiburg in theologischer Apologetik und wurde hier 1898 zum außerordentlichen Professor für dieses Fach ernannt. Auch als er 1908 an der Universität Freiburg den Lehrstuhl für Neutestamentliche Literatur und Exegese übernahm, blieb die Apologetik ein Zentrum seines wissenschaftlichen Arbeitens. Mit der Berufung in das Freiburger Domkapitel 1916 gab er seinen Lehrstuhl an der Theologischen Fakultät Freiburg auf.

## Schriften (Auswahl)
- Jesus taufte. Eine Untersuchung zu Ev. Joh. 3,22, Offenburg 1895.
- Evangelium und Arbeit. Apologetische Erwägungen über die wirtschaftlichen Segnungen der Lehre Jesu; Freiburg 1898 (2., verb. Aufl. 1920).
- Der Gottesbeweis aus der Bewegung bei Thomas von Aquin auf seinen Wortlaut untersucht : ein Beitrag zur Textkritik und Erklärung der Summa contra gentiles, Freiburg 1902.
- Die katholische Kirche in Armenien. Ihre Begründung und Entwicklung vor der Trennung. Ein Beitrag zur christlichen Kirchen- und Kulturgeschichte, Freiburg 1903.
- Die katholische Kirche die wahre Kirche Christi, Freiburg 1907 (2., verb. Aufl. 1925).
- Theologie als freie Wissenschaft und die wahren Feinde wissenschaftlicher Freiheit. Ein Wort zum Streit um den Antimodernisteneid, Freiburg 1912.